# 플로렌스 오언스 톰프슨
플로렌스 오언스 톰프슨(영어: Florence Owens Thompson, 1903년 9월 1일 ~ 1983년 9월 16일), 출생시 이름 플로렌스 리오나 크리스티(Florence Leona Christie)는 도로시아 랭의 사진 이주민 어머니(Migrant Mother, 1963)의 인물로 잘 알려진 미국 사람이다. 대공황 시대인 1936년 3월 캘리포니아주 샌루이스오비스포군 니포모에서 7살 된 딸을 데리고 배급권을 기다리는 모습의 사진이다.